# S/S Freja af Fryken
S/S Freja af Fryken är en ångbåt som sjösattes 1869 och förliste 1896 i Bössviken i Östra Ämterviks socken, varvid elva personer omkom. Båten bärgades 1994, restaurerades och trafikerar sedan 1997 Frykensjöarna med hemmahamn i Fryksta.

## Bakgrund
Ångbåts AB Kalmarsund, som bildades 1865, beställde sitt första ångfartyg från Motala Verkstad. Det 1867 levererade fartyget fick namnet Kalmarsund No 1, när den togs i trafik på rutten Kalmar–Färjestaden. Samma år beställde ångbåtsbolaget ytterligare två båtar av Motala Verkstad. De levererades 1868 och fick namnen Kalmarsund No 2, respektive Kalmarsund No 3. De senaste fartygen var systerbåtar och var snarlika Kalmarsund No 1, men något kortare. Motala Verkstad sände en 15 hästars ångmaskin till Världsutställningen i Paris 1867, vilken fick guldmedalj och som året därpå installerades i Kalmarsund No 3. Fartyget namnändrades senare till Freja. År 1887 avyttrade Kalmarsundsbolaget "Ettan" och "Trean" i samband med att företaget köpte in nya och större fartyg. Dessa såldes till två olika rederier i Fryksdalen och blev konkurrenter. Före detta Kalmarsund No 1 fick namnet Victoria med Sunne som hemmahamn. "Trean" köptes av Nils Persson från Råby i Västra Lysvik och döptes om till Freja för att trafikera sträckan Fryksta–Torsby under sju år.

## Förlisningen
Den 23 juli 1896 var det varmt och kvalmigt väder, när Freja lämnade Fryksta. Som vanligt blev det en kapplöpning med konkurrentångaren Anders Fryxell. Freja närmade sig Bössvikens brygga, där hemmansägaren Johannes Larsson skulle släppas av. Styrbords lastportar stod öppna för att avstigandet skulle gå så snabbt som möjligt. Just när kapten Widhson skulle vända fartyget upp mot vinden inne i Bössviken träffades Freja av en orkanliknande kastby. Freja krängde över åt styrbord, vilket gjorde att den osurrade däckslasten försköts. Inom några sekunder slog Freja runt och sjönk. Av de sjutton personer som fanns ombord, klarade sig endast sex, medan elva människor drunknade. 
Vid sjöförklaringen som hölls efter olyckan kom det fram att det mesta av lasten hade varit lastad på mellandäck och övre däck. Lastrummet hade i stort sett varit tomt. Frykensjöarna trafikerades vid denna tid av flera kombinerade passagerar- och styckegodsfartyg vilket innebar en överetablering. Frejas befälhavare kapten L. Widhson uppgav senare, att last hade lastats "bestående af 10 säckar mjöl, 85 säckar gödningsämnen, 1–2 lådor tobak, 2 ankare brännvin och något smågods samt en trilla och 4 kärror". Seden var att den båt som först kom till en brygga fick all last, medan efterkommande fartyg blev utan. Detta ledde till det ibland fuskades med lastens stuvning. Freja var byggd för Kalmarsunds hårda vindar och ansågs vara ett mycket stabilt fartyg. 
Förlisningen väckte förstämning i hela Värmland och händelsen blev omspunnen av myter och skrönor.

## Bärgningen
Flera misslyckade försök att hitta Freja gjordes under årens lopp och först 1976 lyckades medlemmar ur Karlstads Dykarklubb att lokalisera vraket. Två dykare, Bengt Eklund och Ingemar Hellman, gick ner och knöt fast en lina i Freja, som låg på 52 meters djup. Dykarklubben avsåg att bärga Freja, men båtens ägare motsatte sig detta.
Tanken på Frejas bärgning levde vidare och den 16 augusti 1993 bildades Ångbåtsföreningen Freja på initiativ av Tony Steen och Lennart Österwald med syfte att bärga och restaurera ångaren. Ångbåtsföreningen består till stor del av entusiaster, men också av Frejas tidigare ägare och de sportdykare som ursprungligen funnit vraket.
Bärgningen genomfördes den 23 juli 1994, på 98-årsdagen av förlisningen.

## Renoveringen
På natten den 2 juli 1996, när Freja höll på att färdigrenoveras, fattade fartyget eld, och renoveringen fick börja om. Premiärturen blev den 23 juli 1997. S/S Freja af Fryken är k-märkt sedan 2015.